# Dominant
Dominant je výšková budova v bratislavské městské části Petržalka na Náměstí hraničářů. Je to polyfunkční objekt, který tvoří propojené čtyři části. Nejvyšší budova komplexu má 20 pater, ostatní mají 5, 6 a 7 pater.
Objekt má dvě podzemní podlaží, kde se nachází podzemní parkoviště, garáže a serverovna. V prostorách podzemního parkoviště se nachází moderní datové centrum SHC III, dále v prvním a druhém podlaží jsou kancelářské a obchodní prostory, ve vyšších podlažích byty.